# Patrick Stühlmeyer

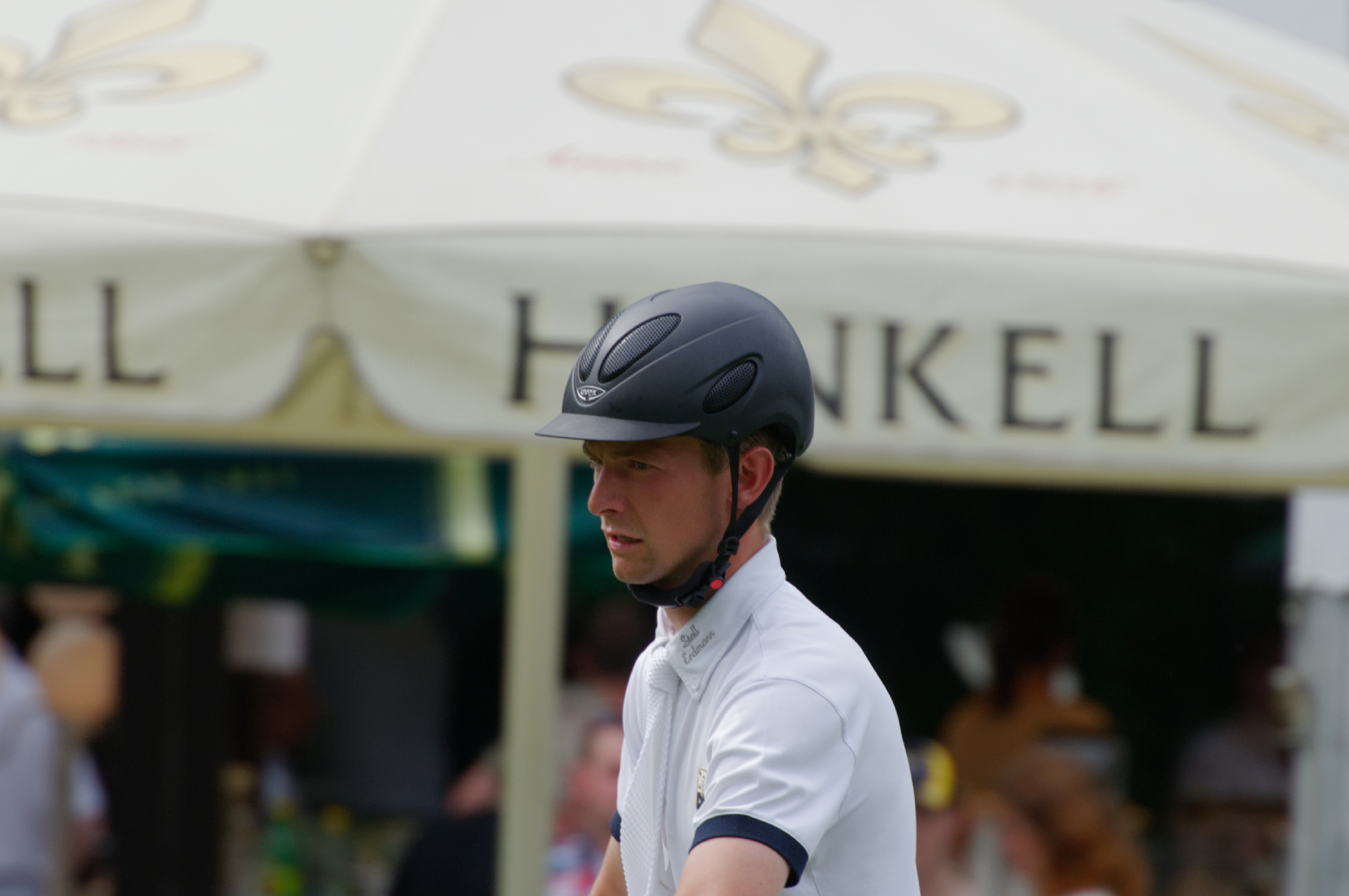
Patrick Stühlmeyer (2014)

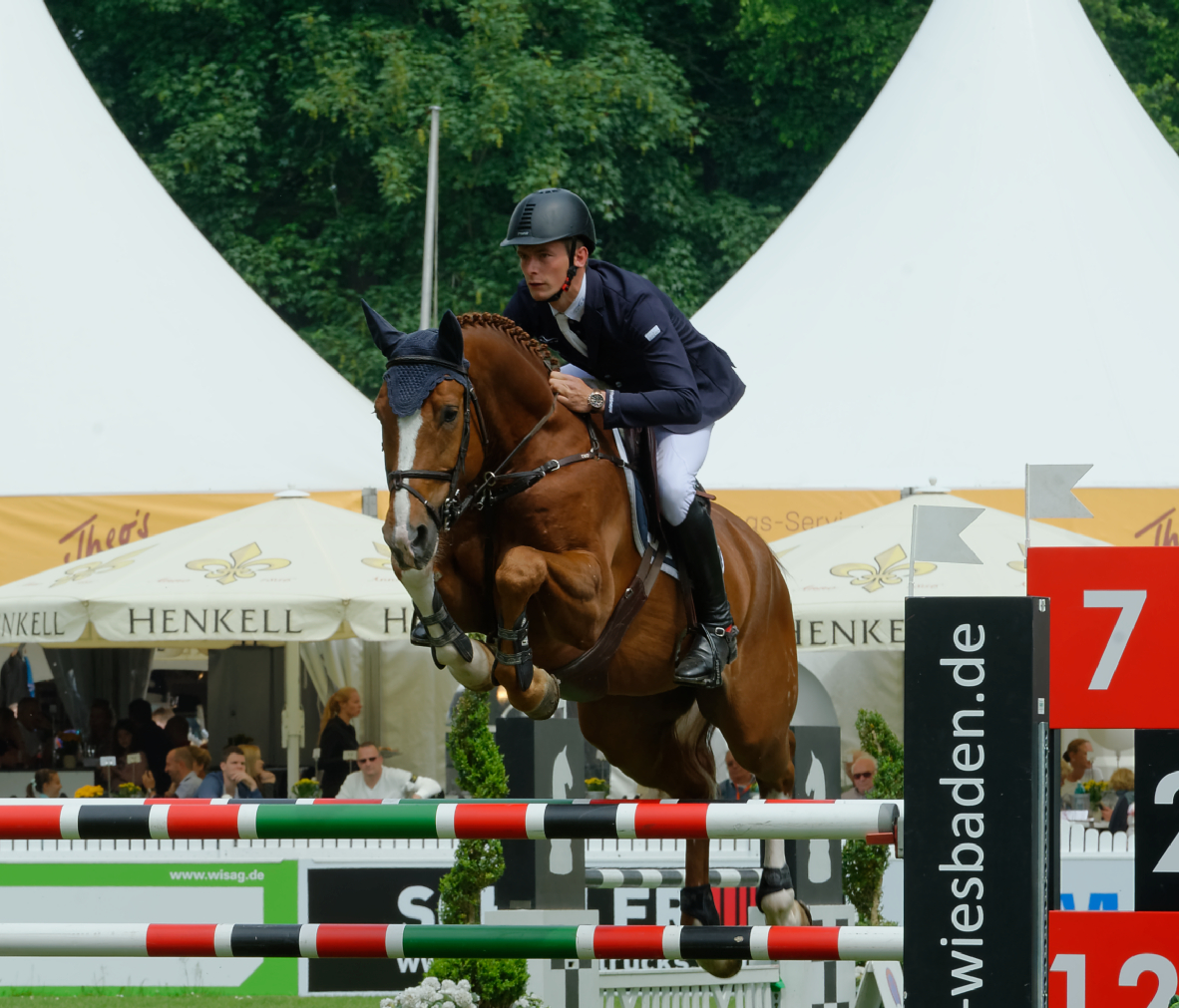
Patrick Stühlmeyer mit Edelmann beim Pfingstturnier Wiesbaden 2015

Patrick Stühlmeyer (* 20. Mai 1990 in Georgsmarienhütte, Niedersachsen) ist ein deutscher Springreiter.

## Werdegang

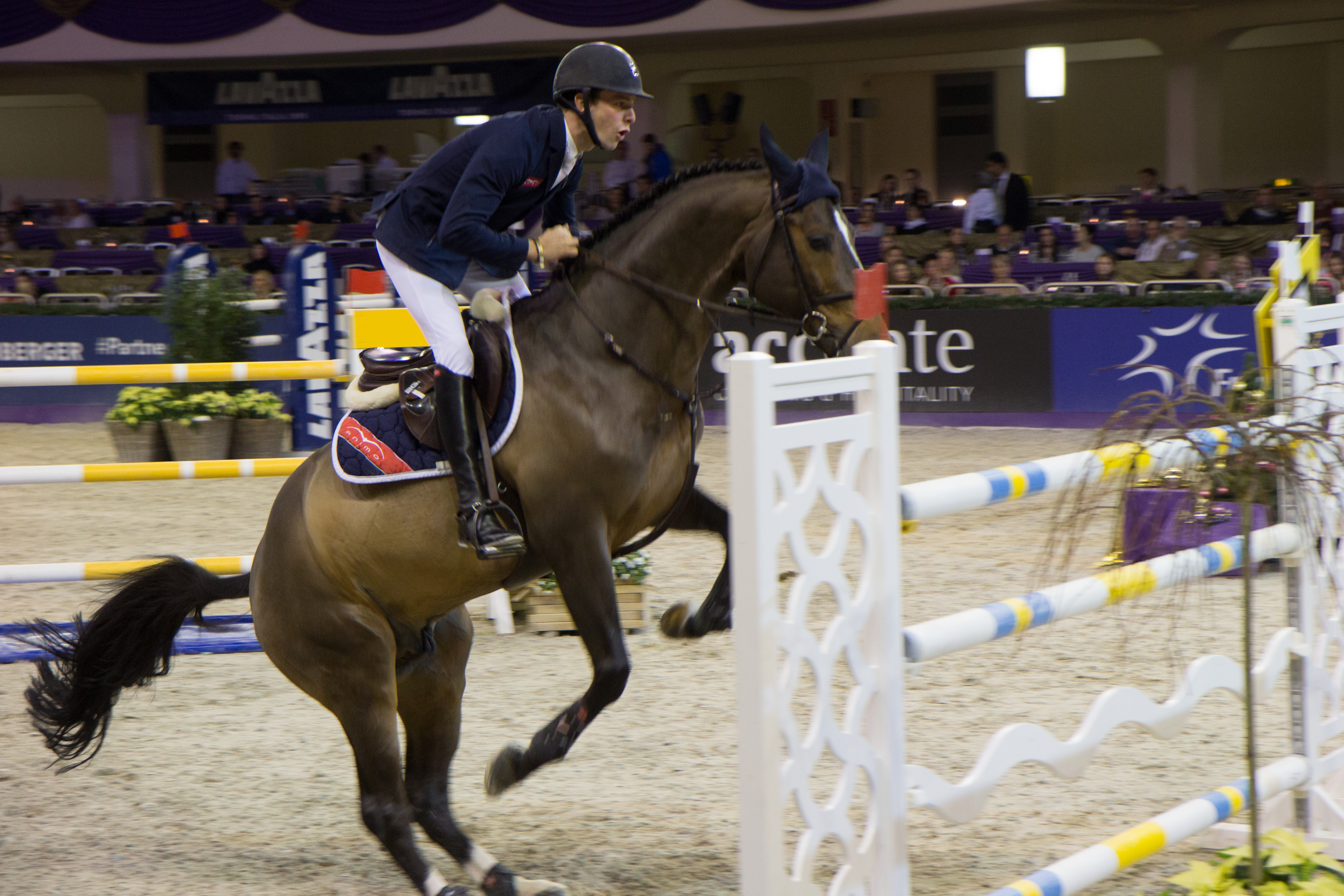
Patrick Stühlmeyer auf Varihoka du Temple, Festhallen-Reitturnier Frankfurt 2017

2007 gewann Stühlmeyer bei der Junioren-EM in Auvers die Silbermedaille mit der Mannschaft. 2010 gewann er bei der Jungen Reiter-EM Mannschaftssilber, sowie Einzelsilber bei der Deutschen Meisterschaft.
2013 wurde er in den Perspektivkader der deutschen Springreiter berufen. Im Februar desselben Jahres belegte er mit der deutschen Equipe den zweiten Platz beim Nationenpreis in al-Ain.
Mit Lord Lohengrin gewann er im Juni 2013 Bronze bei der Deutschen Meisterschaft in Balve, seine erste Medaille bei den Senioren. Mit seinem zweiten Pferd Lacan sicherte er sich zudem Platz sechs.
Stühlmeyer, der seine Ausbildung zum Pferdewirt bei Heinrich-Hermann Engemann und Karin Ernsting absolviert hat, arbeitete anschließend bei Paul Schockemöhle und war seit Januar 2012 als Bereiter im Stall Erdmann bei Osnabrück stationiert. Seit 2017 ist er wieder beim Gestüt Schockemöhle in Mühlen unter Vertrag.
In der Riders Tour-Saison 2021/2022 war Patrick Stühlmeyer der dominierende Reiter und gewann daher die Gesamtwertung („Rider of the year“).
Im Dezember 2020 befand er sich auf Platz 95 der Weltrangliste.

## Privates
Am 26. September 2020 heiratete Stühlmeyer die Dressurreiterin Caroline Wilm. Sie sind Eltern eines Sohnes (* 2022).

## Pferde
Aktuelle Turnierpferde

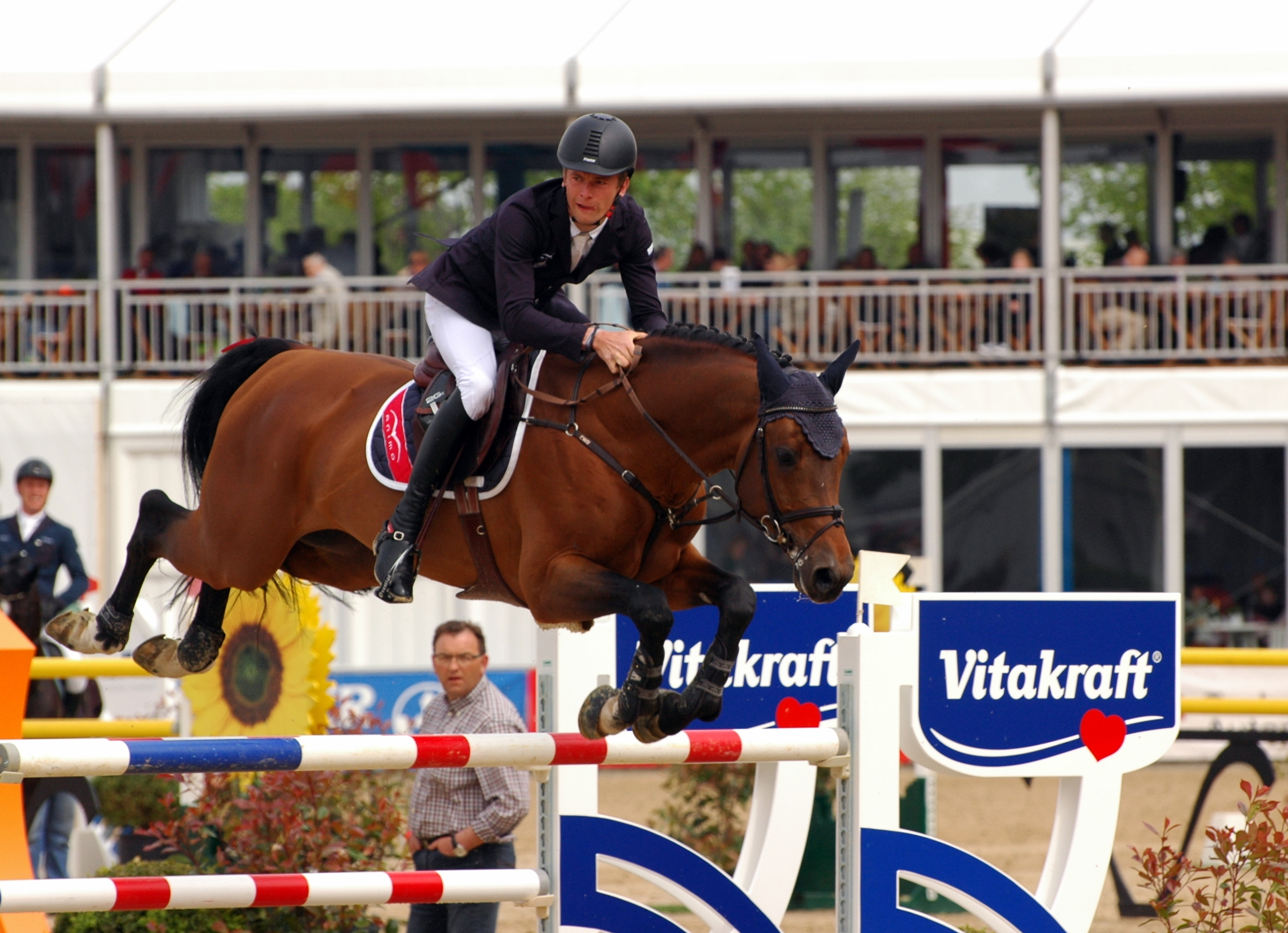
Patrick Stühlmeyer mit Lacan beim Maimarkt-Turnier Mannheim 2015

- Varihoka du Temple (* 2009), brauner Selle-Français-Hengst, Vater: Luigi d'Amaury, Muttervater: Kannan[7]
- Mecoblue PS (* 2016), Oldenburger Springpferd dunkelbrauner Hengst, Vater: HH Messenger, Muttervater: Chacco-Blue
- Drako de Maugre (* 2013), Selle-Français-Fuchshengst, Vater: Kannan, Muttervater: Fusain du Defey AA
- Chaloubino PS OLD (* 2017), Oldenburger Springpferd brauner Hengst, Vater: Chacoon Blue, Muttervater: Centadel
- Cameera Blue PS (* 2017), Oldenburger Springpferd Schimmelstute, Vater: Chacoon Blue, Muttervater: Carthago
- Clemens 72 (* 2014), Oldenburger Springpferd brauner Wallach, Vater: Chacco-Blue, Muttervater: Conthargos
- Polonis L (* 2015), brauner BWP-Hengst, Vater: Le Blue Diamond van't Ruytershof, Muttervater: Andiamo
- Esmeraldo 6 (* 2019), dunkelbrauner DSP-Hengst, Vater: Emerald van 't Ruytershof, Muttervater: Quintero
- Unlimited 40 (* 2019), Westfale brauner Wallach, Vater: United Touch S, Muttervater: Conthargos

Ehemalige Turnierpferde
- Lacan 2 (* 2003), brauner Oldenburger Hengst, Vater: Lando, Muttervater: Contender, bis Ende 2011 von Maximilian Weishaupt geritten, ab Anfang 2018 von Filippo Marco Bologni geritten[8], zuletzt im Juli 2023 von Carolina Bottelli im internationalen Sport eingesetzt
- Lord Lohengrin 201 FIN (* 2001), brauner Hannoveraner Hengst, Vater: Lordanos, Muttervater: Diskus, von 2012 bis 2015 von Stühlmeyer geritten, ab 2016 von Noora und Mikael Forsten geritten[9] und zuletzt von Mikael Forsten im Juli 2016 im internationalen Sport eingesetzt
- Carmina 51 (* 2011), braune Württemberger Stute, Vater: Casall Ask, Muttervater: Cassini I; bis 2020 von Laura Klaphake geritten[10], zuletzt im Juni 2023 im Sport eingesetzt

## Erfolge
Europameisterschaften
- 2007, Auvers (Junioren): mit Feuerfunke Silber mit der Mannschaft und 16. Platz im Einzel
- 2008, Prag (Junioren): mit Feuerfunke Bronze mit der Mannschaft und 19. Platz im Einzel
- 2009, Hoofddorp (Junge Reiter): mit Last Chance 4. Platz mit der Mannschaft und 13. Platz im Einzel
- 2010, Jardy (Junge Reiter): mit Rubin-Ascot Gold mit der Mannschaft und 8. Platz im Einzel
- 2011, Comporta (Junge Reiter): mit Rubin-Ascot 6. Platz mit der Mannschaft und 29. Platz im Einzel

Deutsche Meisterschaften
- 2010 (Junge Reiter): 2. Platz
- 2013: 3. & 6. Platz (mit Lord Lohengrin & Lancan)
- 2021: 3. Platz mit Carmina[11]

Weitere Erfolge
- 2012: 5. Platz im Großen Preis der Bundesrepublik Deutschland (CSI 3* Dortmund) mit Caribik, 1. Platz im Teamspringen beim Gucci Masters zusammen mit Jan Wernke, 1. Platz im Großen Preis von Damme
- 2013: Stilpreis beim Reitturnier in Neustadt (Dosse), 3. Platz im Großen Preis von Neustadt (Dosse) (CSI 2*) mit Lord Lohengrin, 1. Platz im Championat von Münster, S** mit Lord Lohengrin, 2. Platz beim Nationenpreis in al-Ain (CSIO 5*) mit Lacan, 7. Platz im Großen Preis von al-Ain (CSIO 5*) mit Lacan
- 2014: 1. Platz mit der deutschen Mannschaft im Nationenpreis von Falsterbo (CSIO 5*) mit Lacan
- 2015: 1. Platz mit der deutschen Mannschaft im Nationenpreis von Sopot (CSIO 5*) mit Lacan, 3. Platz im Großen Preis von Sopot (CSIO 5*) mit Lacan, 1. Platz im Großen Preis von Rulle (Springprüfung Klasse S***) mit Canturado, 3. Platz im Weltcupspringen von Stuttgart (CSI 5*-W) mit Lacan
- 2016: 1. Platz im Großen Preis von Wiesbaden (CSI 4*) mit Lacan, 1. Platz im Großen Preis von Sopot (CSIO 5*) mit Lacan, 1. Platz im Finale der 5-jährigen Springpferde beim Bundeschampionat in Warendorf mit Lissino[12] sowie mit der deutschen Mannschaft 4. Platz im Nationenpreis von Rom (CSIO 5*) mit Lacan, 1. Platz im Nationenpreis von Hickstead (CSIO 5*) mit Lacan und 4. Platz im Nationenpreis von Calgary (CSIO 5* 'Masters') mit Lacan
- 2017: 2. Platz im Großen Preis von Groß Viegeln bei Rostock (CSI 4*) mit Lacan, 4. Platz im Großen Preis von Hickstead (CSIO 5*) mit Lacan, 1. Platz im Großen Preis von Wingst-Dobrock (Springprüfung Klasse S*** mit Stechen) mit Chacgrano, 1. Platz im Finale der 5-jährigen Springpferde beim Bundeschampionat in Warendorf mit Diaron,[13] 3. Platz im Nationenpreis von Calgary (CSIO 5*) mit Lacan
- 2018: 5. Platz im Großen Preis von Groß Viegeln bei Rostock (CSI 4*) mit Chacgrano
- 2019: 4. Platz im Großen Preis der Bundesrepublik (CSI 4* Dortmund) mit Chacgrano, 3. Platz im Großen Preis eines CSI 2* in Kronenberg mit Varihoka du Temple, 4. Platz im Nationenpreis von Sopot (CSIO 5*) mit Varihoka du Temple, 3. Platz im Großen Preis von Verden (CSI 2*) mit Chacgrano, 1. Platz im Großen Preis von Zandhoven (CSI 3*) mit Varihoka du Temple, 3. Platz im Großen Preis von Paderborn (CSI 3*) mit Varihoka du Temple, 3. Platz im Hengst-Grand Prix von Lanaken-Zangersheide (CSI-Sires) mit Chacgrano, 2. Platz im Großen Preis von Oldenburg (CSI 3*) mit Chacgrano
- 2020: 1. Platz im Großen Preis von Neustadt/Dosse (CSI 2*) mit Varihoka du Temple, 2. Platz im Großen Preis des CSI 2* von Damme mit Quincy, 3. Platz im Großen Preis von Neumünster (CSI 3*) mit Varihoka du Temple, 1. Platz im Großen Preis des CSI 2* im Rahmen der Dansk Varmblods Hingstkåring in Herning mit For Laubry, 1. Platz im Großen Preis eines CSI 2* in Opglabbeek mit Varihoka du Temple, 4. Platz im Nationenpreis von Prag (CSIO 3*) mit Varihoka du Temple, 1. Platz im Finale der 7-jährigen Springpferde beim Bundeschampionat in Warendorf mit Melaro[14]
- 2021: 2. Platz im Großen Preis von Hagen a.T.W. (CSI 2* Horses & Dreams) mit Varihoka du Temple, 2. Platz im Nationenpreis von Rom (CSIO 5*) mit Varihoka du Temple, 2. Platz im Großen Preis der Immenhöfe (CSI 2*) mit Cloudless
- 2022: 3. Platz im Großen Preis des zweiten Woche der Z-Tour (CSI 3* Lanaken-Zangersheide) mit Carmina, 2. Platz im Nationenpreis von Mannheim (CSIO 3*) mit Carmina

(Stand: 9. Mai 2022)